# Scolionema suvaense
Scolionema suvaense är en nässeldjursart som först beskrevs av Agassiz och Mayer 1910.  Scolionema suvaense ingår i släktet Scolionema och familjen Olindiasidae. Inga underarter finns listade i Catalogue of Life.